# Блу-Ридж (Алабама)
Блу-Ридж (англ. Blue Ridge) — переписна місцевість (CDP) в США, в окрузі Елмор штату Алабама. Населення — 1485 осіб (2020).

## Географія
Блу-Ридж розташований за координатами 32°29′47″ пн. ш. 86°10′52″ зх. д. / 32.49639° пн. ш. 86.18111° зх. д. (32.496440, -86.181179).  За даними Бюро перепису населення США в 2010 році переписна місцевість мала площу 20,34 км², з яких 20,11 км² — суходіл та 0,23 км² — водойми.

## Демографія
Згідно з переписом 2010 року, у переписній місцевості мешкала 1341 особа в 556 домогосподарствах у складі 436 родин. Густота населення становила 66 осіб/км².  Було 581 помешкання (29/км²).
Расовий склад населення:
| - 94,5 % — білих - 2,7 % — чорних або афроамериканців - 0,9 % — азіатів - 0,7 % — корінних американців - 0,1 % — вихідців з тихоокеанських островів |

До двох чи більше рас належало 0,9 %. Частка іспаномовних становила 1,0 % від усіх жителів.
За віковим діапазоном населення розподілялося таким чином: 16,6 % — особи молодші 18 років, 61,4 % — особи у віці 18—64 років, 22,0 % — особи у віці 65 років та старші. Медіана віку мешканця становила 52,7 року. На 100 осіб жіночої статі у переписній місцевості припадало 99,3 чоловіків;  на 100 жінок у віці від 18 років та старших — 94,8 чоловіків також старших 18 років.
Середній дохід на одне домашнє господарство  становив 113 227 доларів США (медіана — 96 333), а середній дохід на одну сім'ю — 127 591 долар (медіана — 110 714). Медіана доходів становила 51 250 доларів для чоловіків та 57 857 доларів для жінок. За межею бідності перебувало 0,5 % осіб, у тому числі 0,0 % дітей у віці до 18 років та 0,0 % осіб у віці 65 років та старших.
Цивільне працевлаштоване населення становило 764 особи. Основні галузі зайнятості: освіта, охорона здоров'я та соціальна допомога — 24,6 %, роздрібна торгівля — 14,5 %, публічна адміністрація — 13,2 %.